# ジョージ・クリフォード・シクライ
ジョージ・クリフォード・シクライ（George Clifford Sziklai、1909年7月9日 – 1998年9月9日）は、ハンガリー系アメリカ人の電子技術者。
発明したトランジスタ応用回路はシクライ・ペアと呼ばれ、ラジオやテレビの回路技術の進歩に多大な貢献をした。

## 経歴・キャリア
ブダペスト大学とミュンヘン工科大学で学び、1930年にニューヨークに移住した。RCAとウェスティングハウス・エレクトリックで永らく働いたのち、1967年にロッキード社のパロアルト研究所に入社した。
カラー テレビ伝送を含む約160の特許を保有していたシクライは、世界初の撮像管テレビカメラを作り、また高速エレベーターを発明したことでも知られている。